# Římskokatolická církev ve Švýcarsku

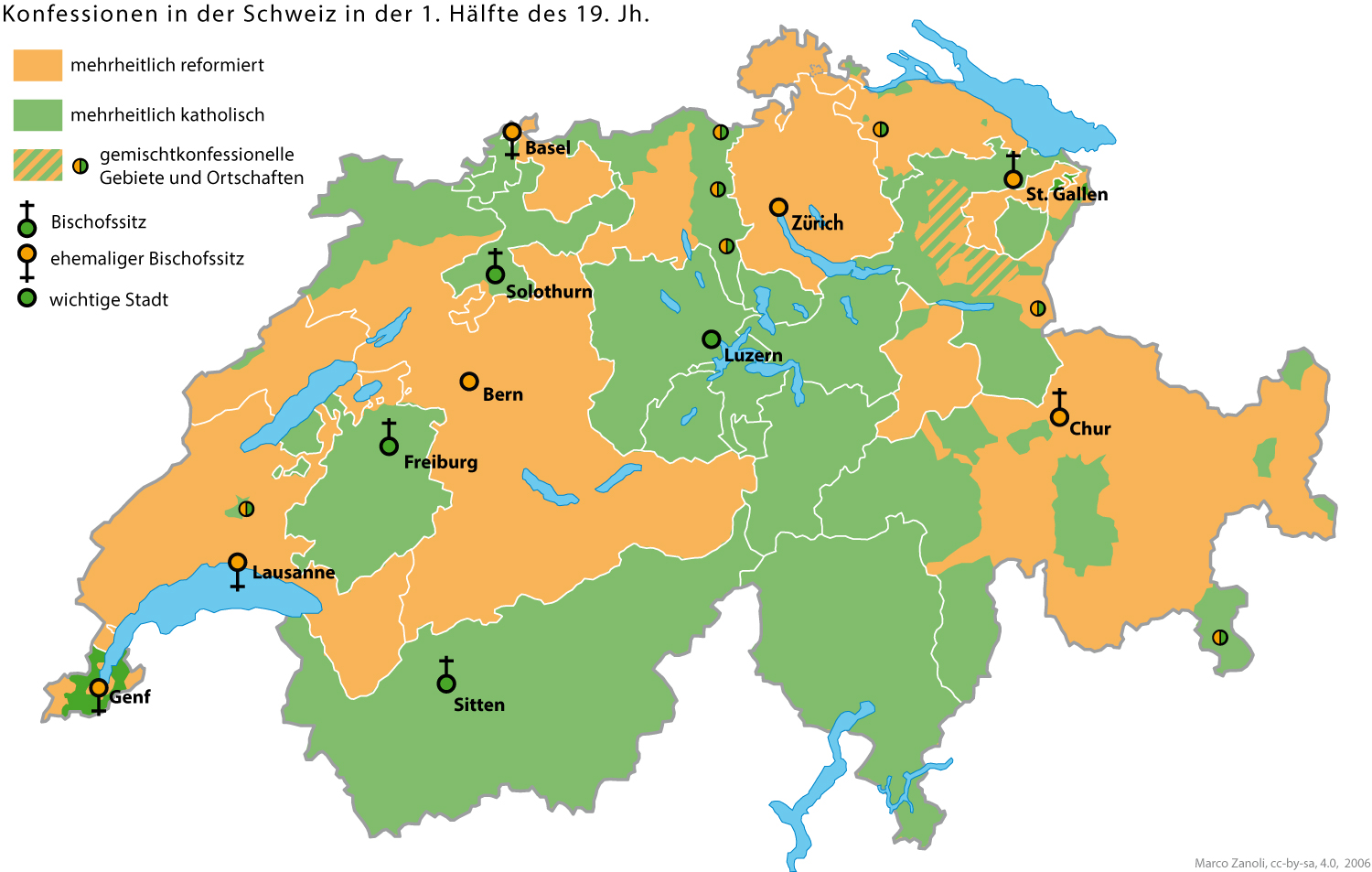
Rozdělení Švýcarska na katolické a protestantské oblasti v 19. století

Římskokatolická církev je největší církví Švýcarska. V roce 2000 se k ní hlásily asi 3,4 milióny obyvatel (41,82 %). Velkou konkurenci pro ni představují protestanti (asi 40 % obyvatel, 33 % v rámci švýcarské reformované církvi), podobně jako v dalších rozvinutých zemích s výrazným přílivem přistěhovalců zde sílí islám (cca 4,5 % obyvatel).

## Struktura

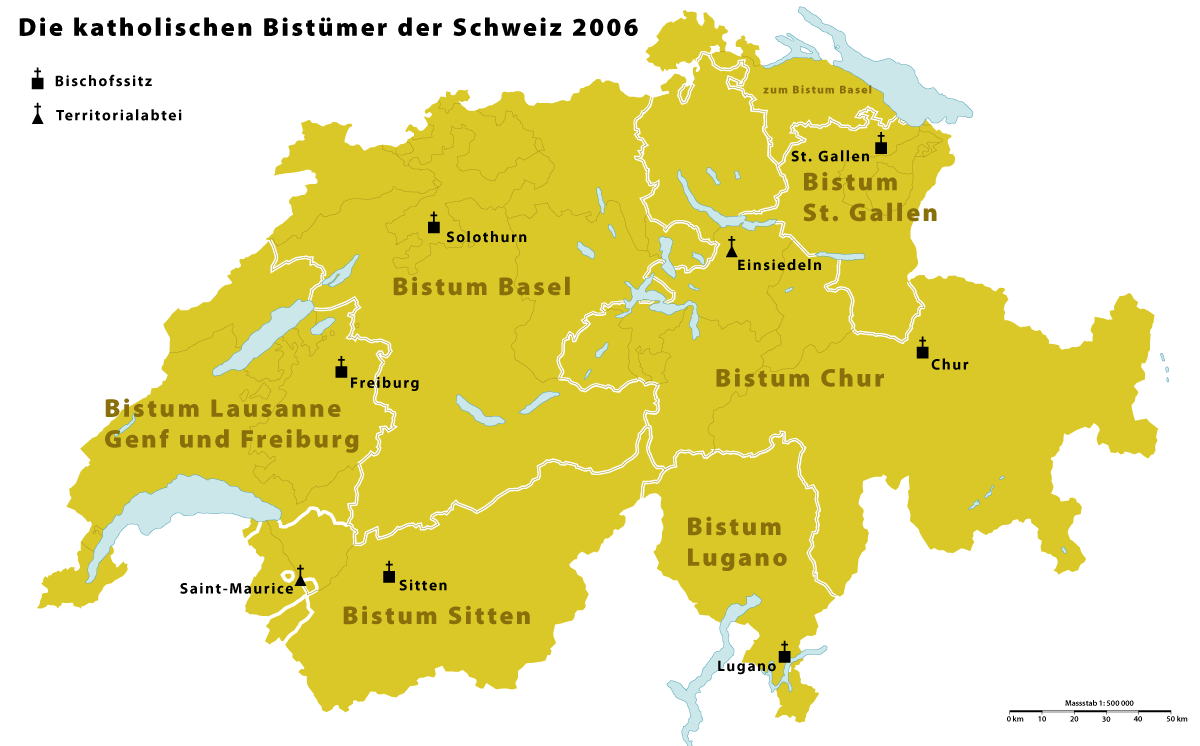
Územní členění Římskokatolické církve ve Švýcarsku

Katolická církev člení Švýcarsko na 5 diecézí a 2 územní opatství. Je velkou zvláštností, že tyto diecéze netvoří církevní provincii s metropolitní arcidiecézí, ale jsou všechny bezprostředně podřízeny Svatému stolci.
- Diecéze basilejská (Mons. Felix Gmür)
- Diecéze Lausanne, Ženeva a Fribourg (Mons. Charles Morerod OP)
- Diecéze churská (Mons. Vitus Huonder)
- Diecéze Lugano (Mons. Valerio Lazzeri)
- Diecéze St. Gallen (Mons. Markus Büchel)
- Diecéze Sion (Mons. Jean-Marie Lovey CRB)
- Územní opatství Saint Maurice d'Agaune (opat Jean César Scarcella CRA)
- Územní opatství Einsiedeln (opat Urban Federer OSB)

Švýcarští biskupové spolu s opaty obou územních opatství tvoří Švýcarskou biskupskou konferenci. Svatý stolec je ve Švýcarsku zastupován apoštolským nunciem.

## Katedrály

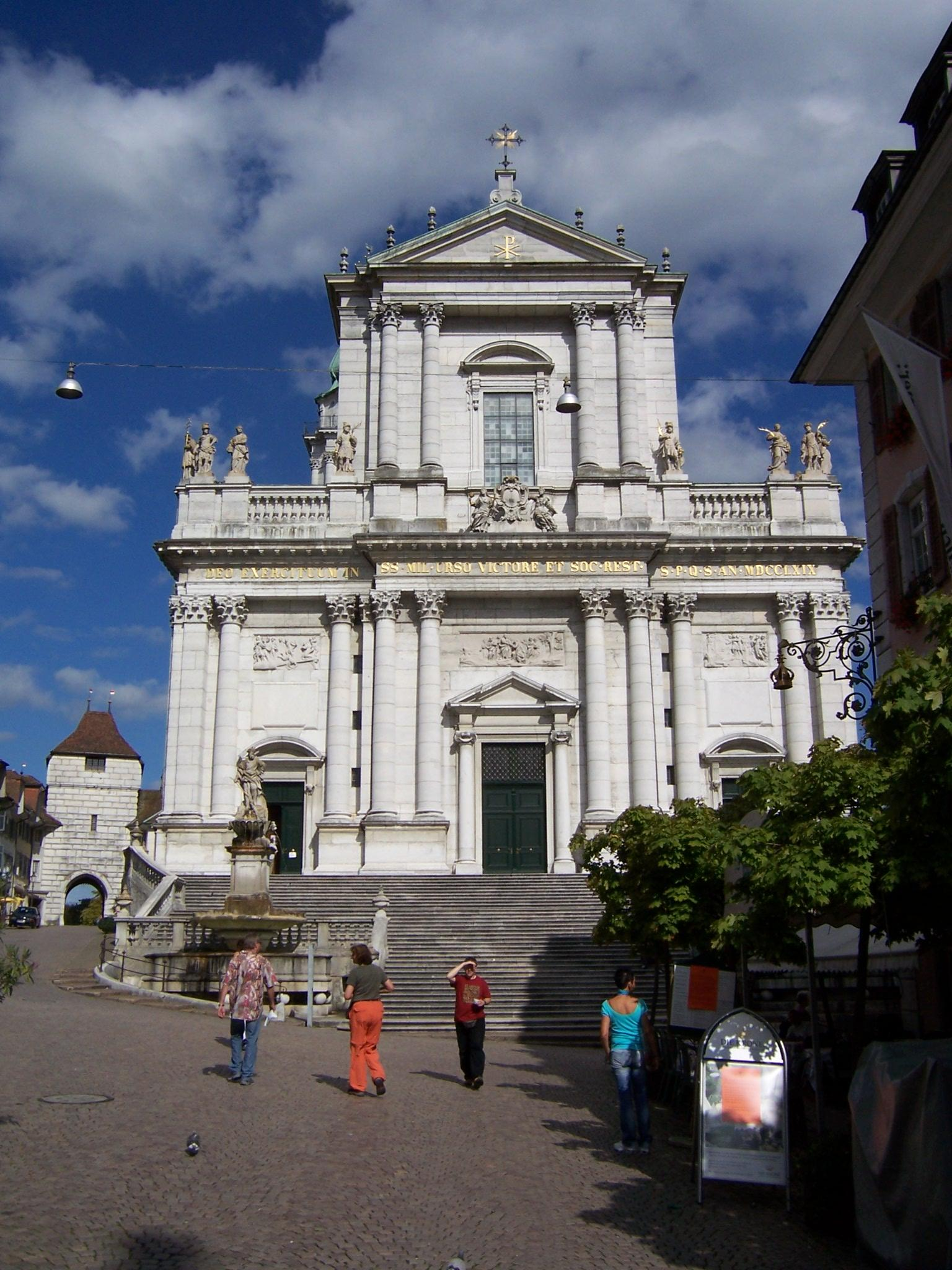
Katedrála basilejské diecéze v Solothurnu
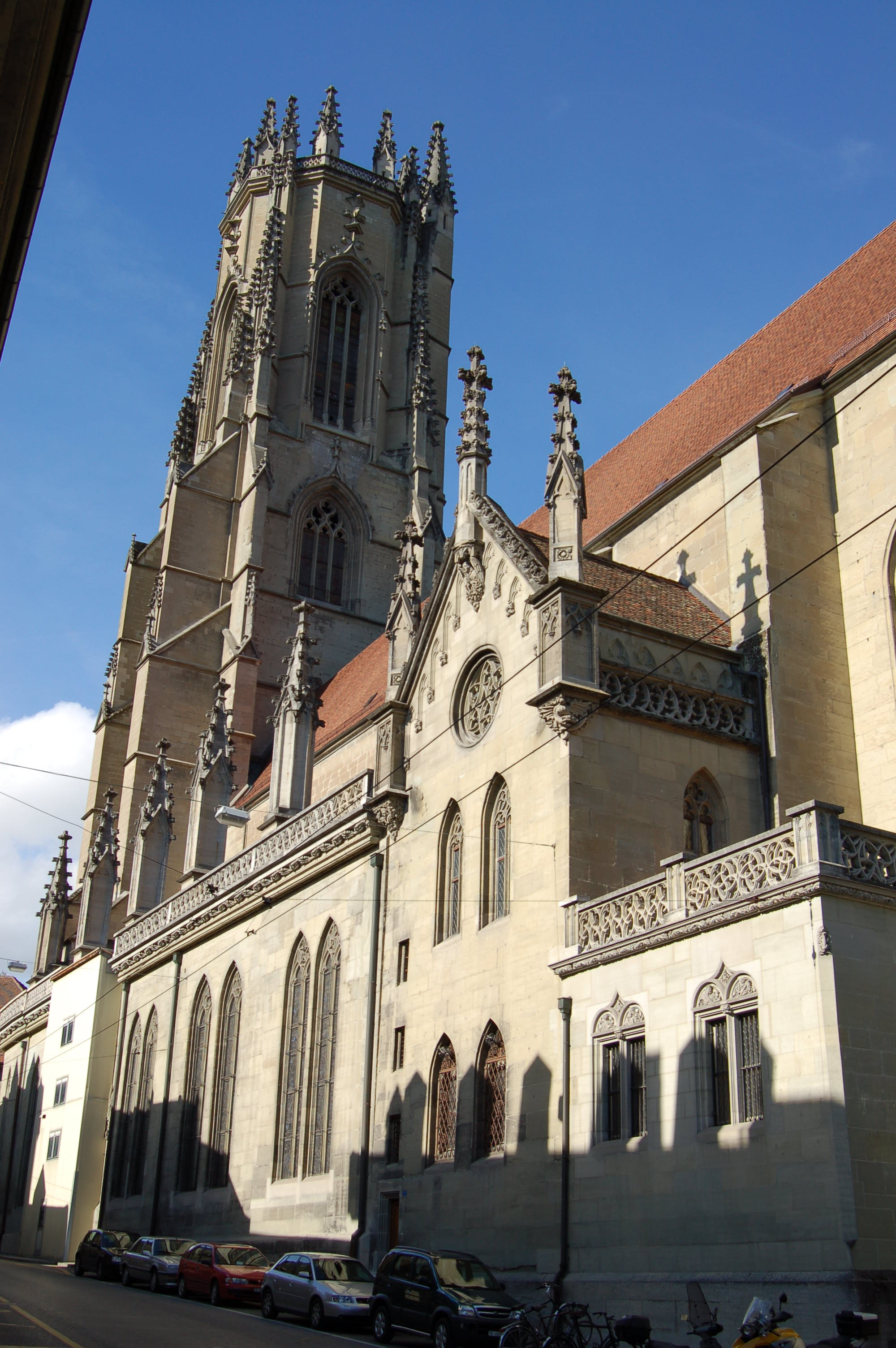
Katedrála ve Fribourgu
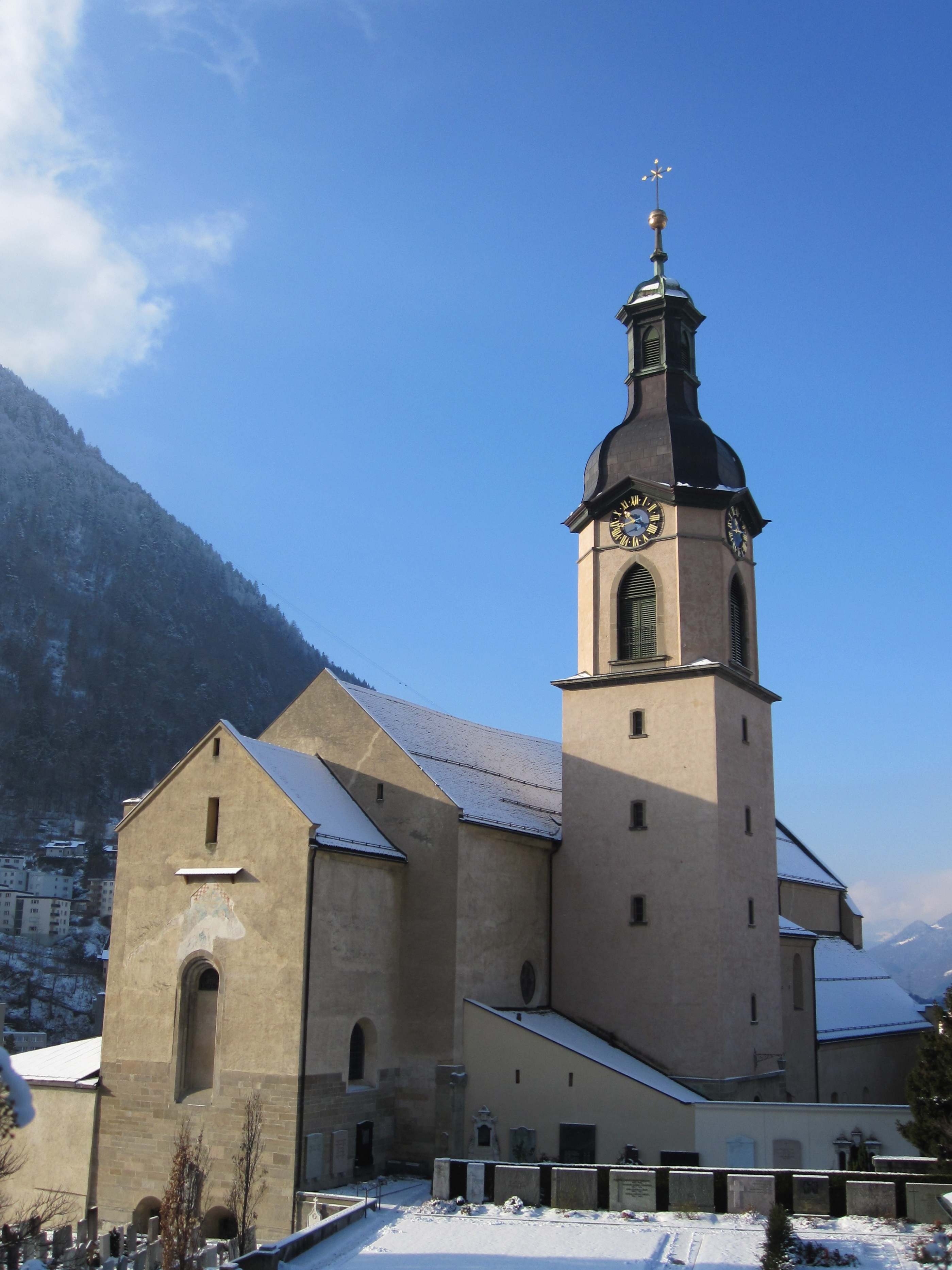
Katedrála Nanebevzetí Panny Marie v Churu
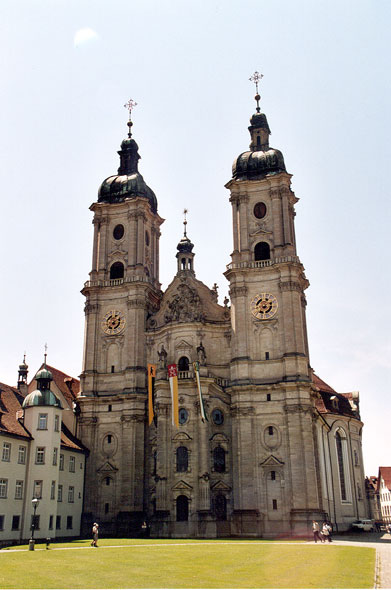
Katedrála v St. Gallenu
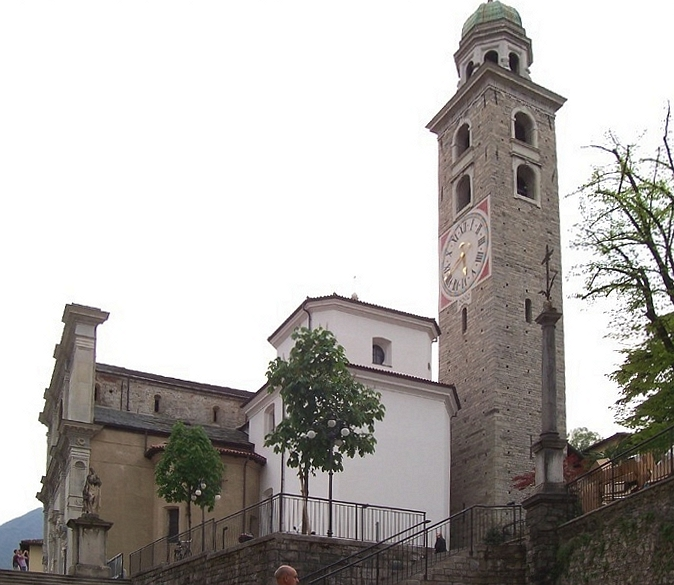
Katedrála sv. Vavřince v Luganu
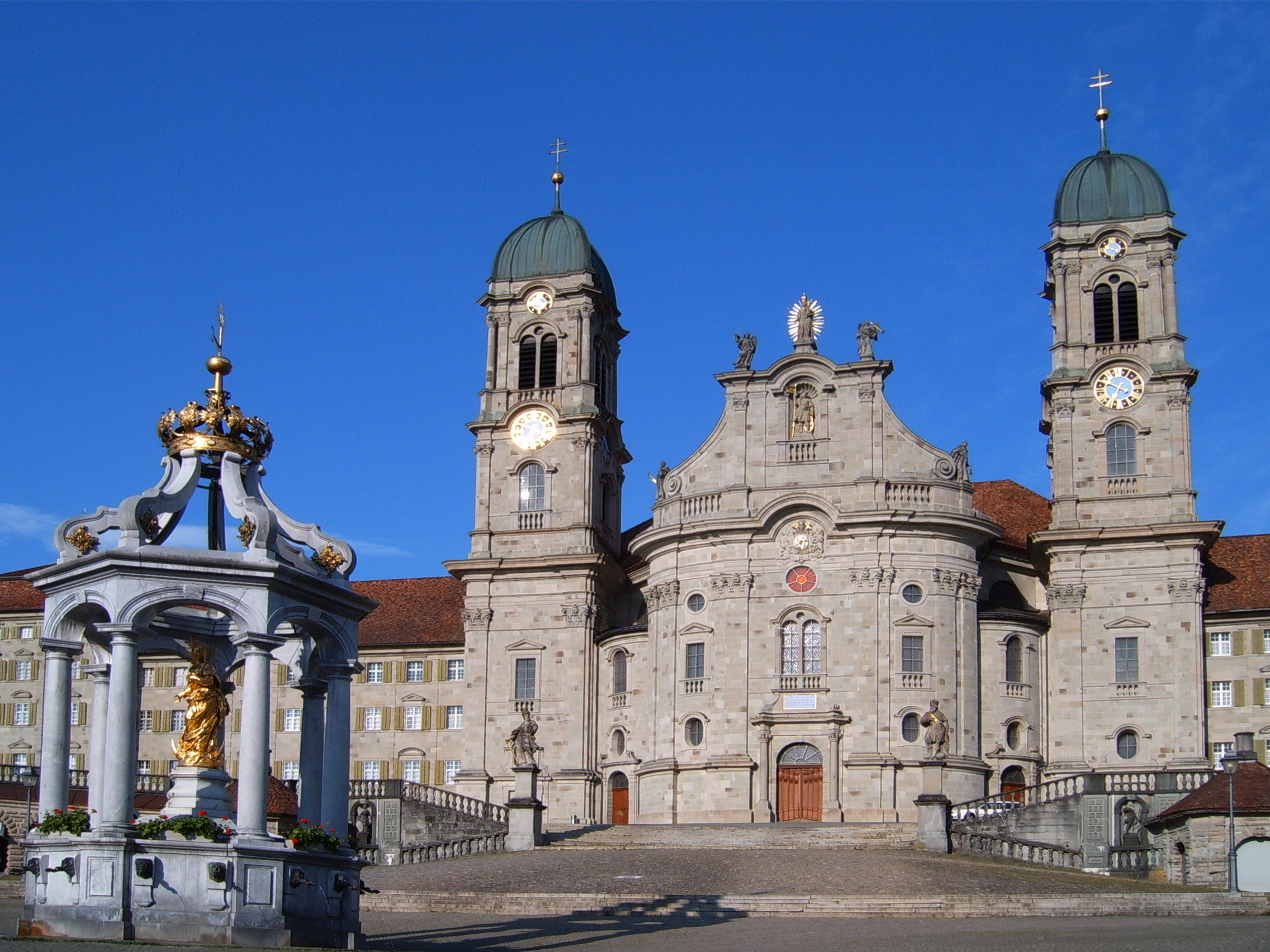
Územní opatství Einsiedeln
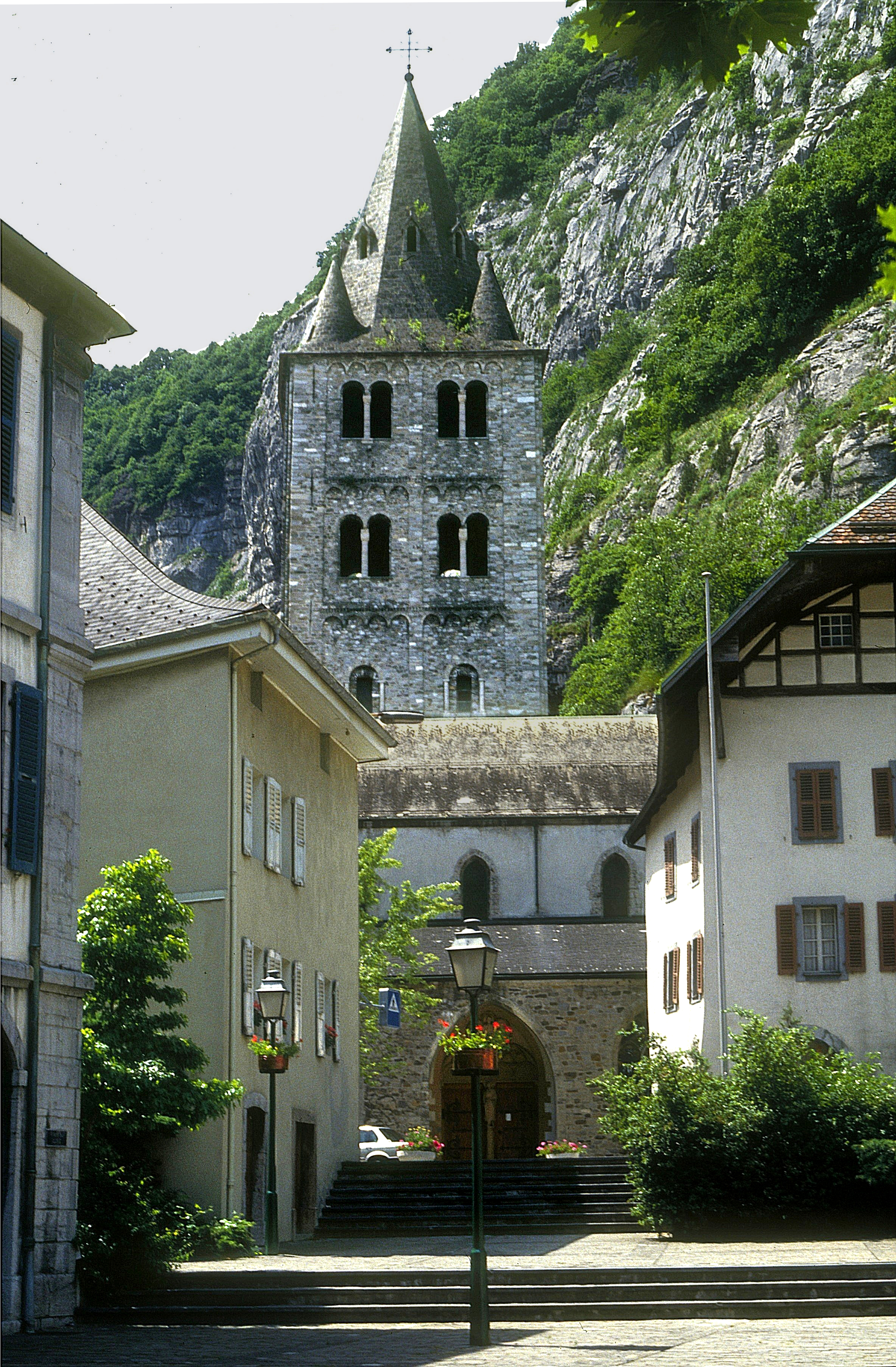
Územní opatství Saint-Maurice